# Ratpenat cara-ratllat gros
El ratpenat cara-ratllat gros (Vampyrodes caraccioli) és una espècie de ratpenat de la família dels fil·lostòmids, ubicada dins del gènere monotípic Vampyrodes, i que viu des del sud de Mèxic fins a Panamà, a Centreamèrica, i al nord de Sud-amèrica, a Veneçuela, Colòmbia, l'Equador, el Perú, el Brasil i Bolívia, així com a Trinitat i Tobago.

## Subespècies
- Vampyrodes caraccioli caraccioli
- Vampyrodes caraccioli major